# Mesapamea grisea
Mesapamea grisea là một loài bướm đêm trong họ Noctuidae.